# Caenacantha bipartita
Caenacantha bipartita är en tvåvingeart som beskrevs av Wulp 1885. Caenacantha bipartita ingår i släktet Caenacantha och familjen vapenflugor.
Artens utbredningsområde är Colombia. Inga underarter finns listade i Catalogue of Life.